# Trsa (ort i Montenegro)
Trsa är en ort i Montenegro. Den ligger i den nordvästra delen av landet. Trsa ligger 1 464 meter över havet och antalet invånare är 121.
Terrängen runt Trsa är bergig åt sydost, men åt nordväst är den kuperad. Trakten runt Trsa består till största delen av jordbruksmark.